# Riječko-pulska nogometna zona 1976./77.
Riječko-pulska nogometna zona je bila liga četvrtog stupnja nogometnog prvenstva Jugoslavije u sezoni 1976./77. 
 
Sudjelovalo je 14 klubova, a prvak je bio "Jadran" iz Poreča. 

## Ljestvica
| mj. | klub                | ut. | pob. | ner. | por. | gol+ | gol- | bod     |
| --- | ------------------- | --- | ---- | ---- | ---- | ---- | ---- | ------- |
| 1.  | Jadran Poreč        | 26  | 18   | 4    | 4    | 57   | 17   | 40      |
| 2.  | Uljanik Pula        | 26  | 15   | 8    | 3    | 59   | 32   | 38      |
| 3.  | Opatija             | 26  | 15   | 7    | 4    | 45   | 24   | 37      |
| 4.  | Grobničan Čavle     | 26  | 14   | 6    | 6    | 45   | 32   | 34      |
| 5.  | Klana               | 26  | 12   | 6    | 8    | 31   | 28   | 30      |
| 6.  | Jedinstvo Ogulin    | 26  | 9    | 10   | 7    | 27   | 18   | 28      |
| 7.  | Naprijed P. Hreljin | 26  | 8    | 10   | 8    | 32   | 26   | 26      |
| 8.  | Borac Bakar         | 26  | 8    | 10   | 8    | 22   | 24   | 26      |
| 9.  | Galižana            | 26  | 8    | 5    | 13   | 32   | 25   | 21      |
| 10. | Kraljevica          | 26  | 6    | 8    | 12   | 35   | 43   | 20      |
| 11. | Mladost Fažana      | 26  | 7    | 6    | 13   | 31   | 41   | 20      |
| 12. | Pomorac Kostrena    | 25  | 3    | 10   | 12   | 17   | 32   | 16      |
| 13. | Pazinka Pazin       | 26  | 5    | 6    | 15   | 40   | 52   | 15 (-1) |
| 14. | Digitron Buje       | 25  | 2    | 6    | 17   | 16   | 76   | 10      |

## Rezultatska križaljka
| kratica | klub                | BOR | DIG | GAL | GRO | JAD | JED | KLA | KRA | MLA | NAP | OPA | PAZ | PON | ULJA |
| --- | ------------------- | --- | --- | --- | --- | --- | --- | --- | --- | --- | --- | --- | --- | --- | ---- |
| BOR | Borac Bakar         |     |     |     |     |     |     |     |     |     |     |     |     |     |      |
| DIG | Digitron Buje       |     |     |     |     |     |     |     |     |     |     |     |     |     |      |
| GAL | Galižana            |     |     |     |     |     |     |     |     |     |     |     |     |     |      |
| GRO | Grobničan Čavle     |     |     |     |     |     |     |     |     |     |     |     |     |     |      |
| JAD | Jadran Poreč        |     |     |     |     |     |     |     |     |     |     |     |     |     |      |
| JED | Jedinstvo Ogulin    |     |     |     |     |     |     |     |     |     |     |     |     |     |      |
| KLA | Klana               |     |     |     |     |     |     |     |     |     |     |     |     |     |      |
| KRA | Kraljevica          |     |     |     |     |     |     |     |     |     |     |     |     |     |      |
| MLA | Mladost Fažana      |     |     |     |     |     |     |     |     |     |     |     |     |     |      |
| NAP | Naprijed P. Hreljin |     |     |     |     |     |     |     |     |     |     |     |     |     |      |
| OPA | Opatija             |     |     |     |     |     |     |     |     |     |     |     |     |     |      |
| PAZ | Pazinka Pazin       |     |     |     |     |     |     |     |     |     |     |     |     |     |      |
| POM | Pomorac Kostrena    |     |     |     |     |     |     |     |     |     |     |     |     |     |      |
| ULJA | Uljanik Pula        |     |     |     |     |     |     |     |     |     |     |     |     |     |      |
| |                     |     |     |     |     |     |     |     |     |     |     |     |     |     |      |
| podebljan rezultat - utakmice od 1. do 13. kola (1. utakmica između klubova) rezultat normalne debljine - utakmice od 14. do 26. kola (2. utakmica između klubova) rezultat nakošen - nije vidljiv redoslijed odigravanja međusobnih utakmica iz dostupnih izvora rezultat smanjen * - iz dostupnih izvora nije uočljiv domaćin susreta prekrižen rezultat - poništena ili brisana utakmica p - utakmica prekinuta 3:0 p.f. / 0:3 p.f. - rezultat 3:0 bez borbe |                     |     |     |     |     |     |     |     |     |     |     |     |     |     |      |

 Izvori:

## Unutarnje poveznice
- Hrvatska liga - Jug 1976./77.